# Tachina minor
Tachina minor är en tvåvingeart som först beskrevs av Suster 1953.  Tachina minor ingår i släktet Tachina och familjen parasitflugor.
Artens utbredningsområde är Rumänien. Inga underarter finns listade i Catalogue of Life.